# Лопатин, Владимир Николаевич (полковник)
Владимир Николаевич Лопатин (1892—1963) — участник Белого движения на Юге России, полковник.

## Биография
Сын потомственного дворянина. Уроженец Пензенской губернии.
Окончил 2-й Московский кадетский корпус (1909) и Константиновское артиллерийское училище (1912), откуда выпущен был подпоручиком в 47-ю артиллерийскую бригаду, с которой и вступил в Первую мировую войну. Произведен в поручики 31 августа 1914 года «за выслугу лет», в штабс-капитаны — 18 февраля 1916 года. За боевые отличия был награжден всеми орденами до ордена Св. Владимира 4-й степени включительно. 21 января 1917 года переведен в 18-й легкий мортирный артиллерийский дивизион, а 18 мая того же года произведен в капитаны.
С началом Гражданской войны прибыл на Дон в Добровольческую армию, участвовал в 1-м Кубанском походе в 3-й отдельной батарее. В Вооруженных силах Юга России и Русской армии — в тяжелой артиллерии до эвакуации Крыма. Был награждён орденом Св. Николая Чудотворца. На 18 декабря 1920 года — полковник 5-го артиллерийского дивизиона в Галлиполи.
В эмиграции во Франции. Умер в 1963 году в Париже. Похоронен на кладбище Сент-Женевьев-де-Буа.

## Награды
- Орден Святого Станислава 3-й ст. с мечами и бантом (ВП 7.01.1915)
- Орден Святой Анны 2-й ст. с мечами (ВП 31.05.1915)
- Орден Святой Анны 4-й ст. с надписью «за храбрость» (ВП 15.05.1916)
- Высочайшее благоволение «за отличия в делах против неприятеля» (ВП 26.08.1916)
- Орден Святого Владимира 4-й ст. с мечами и бантом (ВП 8.11.1916)
- Орден Святителя Николая Чудотворца (Приказ Главнокомандующего № 500, 31 октября 1921)